# Adoretus nathani
Adoretus nathani är en skalbaggsart som beskrevs av Frey 1971. Adoretus nathani ingår i släktet Adoretus och familjen Rutelidae. Inga underarter finns listade i Catalogue of Life.